# Bambusa multiplex f. fernleaf
Forme
Bambusa multiplex f. fernleaf (chinois : 凤尾竹 ; chinois traditionnel : 鳳尾竹 ; pinyin : fèngwěizhú ; litt. « bambou queue de phénix », et également 观音竹 / 觀音竹, Guānyīn zhú, « Bambou guanyin ») est une forme de bambous de l’espèce Bambusa multiplex, originaire du sud-ouest de la Chine, dans le sud de la province du Yunnan.
Cette forme est notamment connue pour la chanson de cette région, accompagnée au hulusi, « bambou-queue de phénix sous le clair de lune (zh) ».
Cette forme de bambous est cultivée comme plante ornementale, notamment pour former des haies, dans de nombreux pays sous des noms très divers (cf. liste des synonymes). Le nom fernleaf signifie « feuille de fougère » et se réfère à l'aspect du feuillage.

## Description
Ce cultivar est comme le type, un bambou cespiteux (non traçant). Il est généralement plus petit que le type et peut atteindre de 1 à 2 m de haut lorsqu'il n'est pas taillé. Ses tiges (chaumes) sont pleines.
La caractéristique la plus frappante de ce cultivar est son feuillage qui évoque des frondes de fougères.  
L'aspect de fougères de son feuillage provient de ses feuilles plus nombreuses et plus petites que celles du type. En effet, le nombre de feuilles sur chaque branche ou rameaux est le double ou le triple, et leur taille (de 1,2 à 3 cm de long sur 0,4 à 0,5 m de large) se réduit vers l'extrémité des branches où elles sont plus nombreuses. 
Les gaines culmaires prennent une couleur paille en se desséchant.
Ce cultivar est instable en ce sens qu'il retourne fréquemment au type en termes de taille de la plante et de forme du feuillage. Cette réversion semble liée à l'augmentation de la fertilité du sol, et se produit notamment lorsque des plants sont transplantés dans un sol plus riche que celui dans lequel ils ont poussé précédemment.
C'est un cultivar idéal pour constituer des haies ou des écrans. Bien qu'il soit originaire de Chine, il est très cultivé au Japon comme plante ornementale, sous le nom de Ho-o-chicku, ce qui signifie « bambou Phoenix ».

## Synonymes
Selon Multilingual Multiscripted Plant Name Database (MMPND, Base de données multilingue des noms de plantes) :
- Bambusa floribunda (Buse) Zoll. & Moretti ex Steud., 1854
- Bambusa glaucescens cv. 'Fernleaf' (R.A.Young) L.C.Chia & But
- Bambusa multiplex cv. 'Fernleaf' R.A.Young
- Bambusa multiplex 'Floribunda'
- Bambusa multiplex var. fernleaf R.A.Young
- Bambusa multiplex var. elegans (Koidz.) Muroi ex Sugimoto
- Bambusa multiplex var. gracillima (Makino ex E.G.Camus) Sad. Suzuki
- Bambusa multiplex f. 'Fernleaf'
- Bambusa multiplex 'Wang Tsai' S.Dransfield & E.A.Widjaja, 1995
- Bambusa nana var. gracillima Makino ex E.G.Camus, 1913
- Ischurochloa floribunda Buse, 1854
- Leleba elegans Koidz., 1934
- Leleba floribunda (Büse) Nakai